# Lizabeth Scott
Pour les articles homonymes, voir Scott.
Lizabeth Scott est une actrice américaine née le 29 septembre 1922 à Scranton (Pennsylvanie), de parents slovaques et décédée le 31 janvier 2015 à Los Angeles.
Scott a essentiellement bâti sa notoriété sur ses rôles de femme fatale lors de l'époque classique hollywoodienne. Ses regards jugés "étouffants" et sa voix grave lui ont valu d'être souvent comparée à Lauren Bacall.

## Biographie
Elle naît sous le nom d'Emma Matzo. Son père était un épicier d'origine russe.
Très active dans les années 1940 et les années 1950, Lizabeth Scott s'est surtout illustrée dans le registre du film noir, dans le rôle type de la femme fatale. Elle a notamment joué aux côtés de Humphrey Bogart, Burt Lancaster, Barbara Stanwyck, Van Heflin et d'autres. Elle tient le rôle principal dans des films comme En marge de l'enquête (Dead Reckoning, 1947), Sanglante Aventure (Pitfall) (1948), ou encore dans La Tigresse (Too Late for Tears) (1949).
Scott décide, pour un temps, de se tourner vers d'autres projets comme la comédie Fais-moi peur (Scared Stiff, 1953) avec le duo Dean Martin/Jerry Lewis mais aussi le film musical Amour frénétique (Loving you, 1957) avec en vedette Elvis Presley.
Néanmoins, sa carrière s'essouffle lorsque le film noir passe de mode.
Ironiquement, elle fait sa dernière apparition à l'écran dans une parodie de film noir intitulée Retraite mortelle (Pulp, 1972).
Politiquement, Lizabeth Scott s'est toujours engagée auprès des républicains conservateurs. Elle a d'ailleurs affiché publiquement son soutien pour Ronald Reagan à trois reprises tout au long de sa carrière politique.
Dans les années 1940, son image a servi pour des campagnes publicitaires pour la Royal Crown Cola.
Elle meurt en 2015 d'une insuffisance cardiaque.

## Filmographie
- 1945 : Le Prix du bonheur  (You Came Along) de John Farrow : Ivy Hotchkiss
- 1946 : L'Emprise du crime (The Strange Love of Martha Ivers) de Lewis Milestone : Antonia 'Toni' Marachek
- 1947 : En marge de l'enquête (Dead Reckoning) de John Cromwell : 'Dusty' Chandler
- 1947 : La Furie du désert (Desert Fury) de Lewis Allen : Paula Haller
- 1947 : Hollywood en folie (Variety Girl) de George Marshall : Lizabeth Scott
- 1948 : L'Homme aux abois (I Walk Alone) de Byron Haskin : Kay Lawrence
- 1948 : Sanglante Aventure (Pitfall) de André de Toth : Mona Stevens
- 1949 : La Tigresse (film, 1949) de Byron Haskin : Jane Palmer
- 1949 : La Vie facile (Easy Living) de Jacques Tourneur : Liza 'Lize' Wilson
- 1950 : La Rue de traverse (Paid in Full), de William Dieterle : Jane Langley
- 1950 : La Main qui venge (Dark City) de William Dieterle : Fran Garland
- 1951 : La Voleuse d'amour (The Company She Keeps) de John Cromwell : Joan Wilburn
- 1951 : Two of a Kind d'Henry Levin : Brandy Kirby
- 1951 : Montagne rouge (Red Mountain) de William Dieterle : Chris
- 1951 : The Racket de John Cromwell : Irene Hayes
- 1952 : Stolen Face de Terence Fisher : Alice Brent (Lily Conover, après chirurgie)
- 1953 : Fais-moi peur (Scared Stiff) de George Marshall : Mary Carroll
- 1953 : Éternels Ennemis (Bad for Each Other) d'Irving Rapper : Helen Curtis
- 1954 : Quatre étranges cavaliers (Silver Lode) d'Allan Dwan : Rose Evans
- 1957 : The Weapon (en) de Val Guest : Elsa Jenner
- 1957 : Amour frénétique (Loving You) d'Hal Kanter : Glenda Markle
- 1972 : Retraite mortelle (Pulp) de Mike Hodges : Princess Betty Cippola
- 1999 : Alan Ladd: The True Quiet Man (TV)

## Discographie
Son unique album jazz enregistré dans les années 1950 montre un talent certain pour la chanson. Il est ressorti en 2009 en version CD.

## Prix et distinctions
- Elle possède une étoile sur le Hollywood Walk of Fame qui lui a été décernée pour sa contribution au monde du cinéma.

## Anecdotes
- De tous ses films, Scott indique que La Tigresse (1949) reste son projet favori[3].